# Chodda sordidula
Chodda sordidula là một loài bướm đêm trong họ Erebidae.